# Layna
Layna es una localidad española del municipio de Arcos de Jalón, perteneciente a la provincia de Soria, en la comunidad autónoma de Castilla y León. Forma parte de la comarca de Arcos de Jalón y del partido judicial de Almazán.

## Geografía
Por el pueblo de Layna pasa el camino del Cid en el quinto tramo de su recorrido. Entre el pueblo y Anguita, entre Soria y Guadalajara, se halla la paramera del Campo Taranz, o páramo de Layna (hito cidiano, aparece dos veces en el Cantar).
En su término se halla el despoblado de Obétago.
Está a 13 km de Medinaceli y 13 km de Arcos de Jalón.

## Historia
A la caída del Antiguo Régimen la localidad se constituyó en municipio constitucional, entonces conocido como Laina, en la región de Castilla la Vieja que en el censo de 1842 contaba con 104 hogares y 418 vecinos. A mediados del siglo XIX, el lugar, por entonces con ayuntamiento propio, tenía contabilizadas un total de 120 casas. Aparece descrito en el décimo volumen del Diccionario geográfico-estadístico-histórico de España y sus posesiones de Ultramar de Pascual Madoz de la siguiente manera:

LAINA: l. con ayunt. en la prov. de Soria (14 1/2 leg.), part. jud. de Medinaceli (2), aud. terr. y c. g. de Burgos (37), dióc. de Sigüenza (5): sit. en el descenso de una colina con esposicion al S., á la márg. izq. del riach. Blanco; goza de buena ventilacion y clima sano, sin que se conozcan otras enfermedades especiales mas que algunos reumas: tiene 120 casas; la consistorial que sirve de cárcel y escuela de instruccion primaria, á la que concurren 52 alumnos de ambos, sexos bajo la direccion de un maestro, á la vez sacristan, dotado con 1,200 rs.; hay una ermita (Ntra. Sra. de la Antigua), y una igl. parr. (Ntra. Sra. de la Cabeza), servida por un cura y un sacristan; el cementerio se halla fuera del pueblo en posicion que no ofende á la salubridad pública. térm.: confina N. Ures; E. Sagides y Judes; S. Luzon y Maranchon, y O. Anguita y Benamira; dentro de él se encuentran varias fuentes y el l. de Obetago con su igl., solo tiene un vec, habiéndose desp. de pocos años á esta parte, por la horrorosa mortandad que en personas y ganados producían las aguas corrompidas de varias balsas y estanques que se forman alrededor de la pobl., y aun dentro de la misma: el terreno de Laina es de buena calidad, comprende 7,800 fan. de tierra, de las cuales se cultivan 3,500 en esta forma: 1,600 de primera clase, 800 de segunda y 1,100 de tercera; solo 50 disfrutan del beneficio del riego; 4,300 son de prado y pastos naturales; 400 de monte arbolado de encina, roble, sabina y otras matas, y lo restante baldío. caminos: los que dirigen á los pueblos limítrofes, todos de herradura y en mal estado, principalmente en tiempos lluviosos. correo: se recibe y despacha en la adm. de Medinaceli, siendo su conduccion carga vecinal. prod.: trigo, cebada, avena, judias, garbanzos y otras legumbres, hortalizas, nabos, cáñamo, cera y miel; se cria ganado lanar, mular y asnal; caza de perdices, liebres y conejos. ind.: la agrícola, 2 molinos harineros, 3 telares de lienzos ordinarios y algunos otros de los oficios y artes mecánicas mas indispensables. comercio: esportacion de frutos sobrantes á los mercados de Molina, Sigüenza y Medinaceli, en los que se surten de los art. de consumo que les faltan. pobl.: 101 vec., 408 alm. cap. prod.: 35,990 rs. 26 mrs. imp.: 22,286 rs. 6 mrs. contr. en todos conceptos: 5,462. presupuesto municipal: 850 rs., se cubre por reparto vecinal.
(Madoz, 1847, p. 40)

El municipio de Laina desapareció en 1967, al ser fusionado con los de Arcos de Jalón, Aguilar de Montuenga, Chaorna, Montuenga, Judes, Iruecha, Somaén, Sagides, Velilla de Medinaceli y Jubera. Contaba entonces con 138 hogares y 419 habitantes.

## Demografía
| Gráfica de evolución demográfica de Layna entre 1842 y 1960 |
| |
| Población de derecho según los censos de población del INE Población de hecho según los censos de población del INEEn este censo se denominaba Laina: 1842 Entre el censo de 1970 y el anterior, este municipio desaparece porque se integra en el municipio 42025 (Arcos de Jalón) |

En el año 1981 contaba con 79 habitantes, concentrados en el núcleo principal, pasando a 40 en 2018 Fuente INE. 
| Gráfica de evolución demográfica de Layna entre 2000 y 2010                                      |
|                                                                                                  |
| Población de derecho (2000-2010) según los censos de población del INE a 1 de enero de cada año. |

## Patrimonio

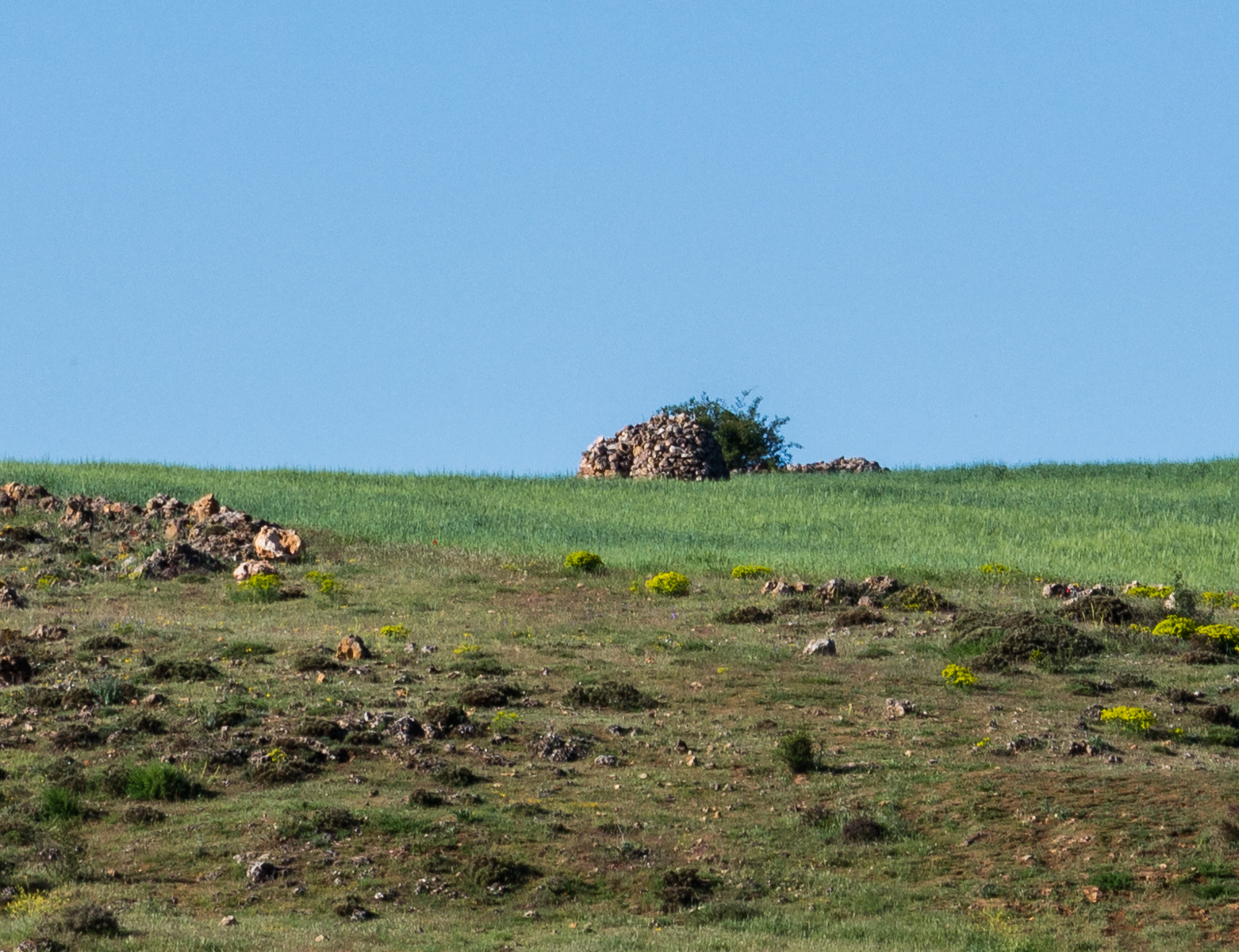
Restos de la torre de Layna

- Torre de Layna. Figura en el catálogo de Bienes Protegidos de la Junta de Castilla y León en la categoría de castillo con fecha de declaración 22 de abril de 1949.[7]
- Sitio paleontológico de Cerro Pelado, la primera reserva paleontológica nacional, descubierto en 1964 por los hermanos Ramón y Antonio Maestro.